# Edvard Weie
Viggo Thorvald Edvard Weie, född 18 november 1879 i Köpenhamn, död 9 april 1943 i Frederiksberg, var en dansk målare.

## Biografi
Weie växte upp i fattigdom och skolgången beskrev han själv som en skräckfilm, där de enda ljuspunkterna var teckningstimmarna. Fadern hade lämnat hemmet, och innan skolan fick pojken hjälpa sin mor med att bära ut tidningar. Om detta har Weies mecenat, konsthandlaren och auktionsförrättaren Kai Grunth, berättat: "Han själv trodde att hans pittoreska förmåga första gången väcktes av morgonljusets bleka fina färger när han var med modern och efter jobbet gick hemåt Knippelsbro.” Atmosfären präglar hans ganska mörka ungdomsmålningar som skiljer sig från den stil för vilken han senare blev känd.

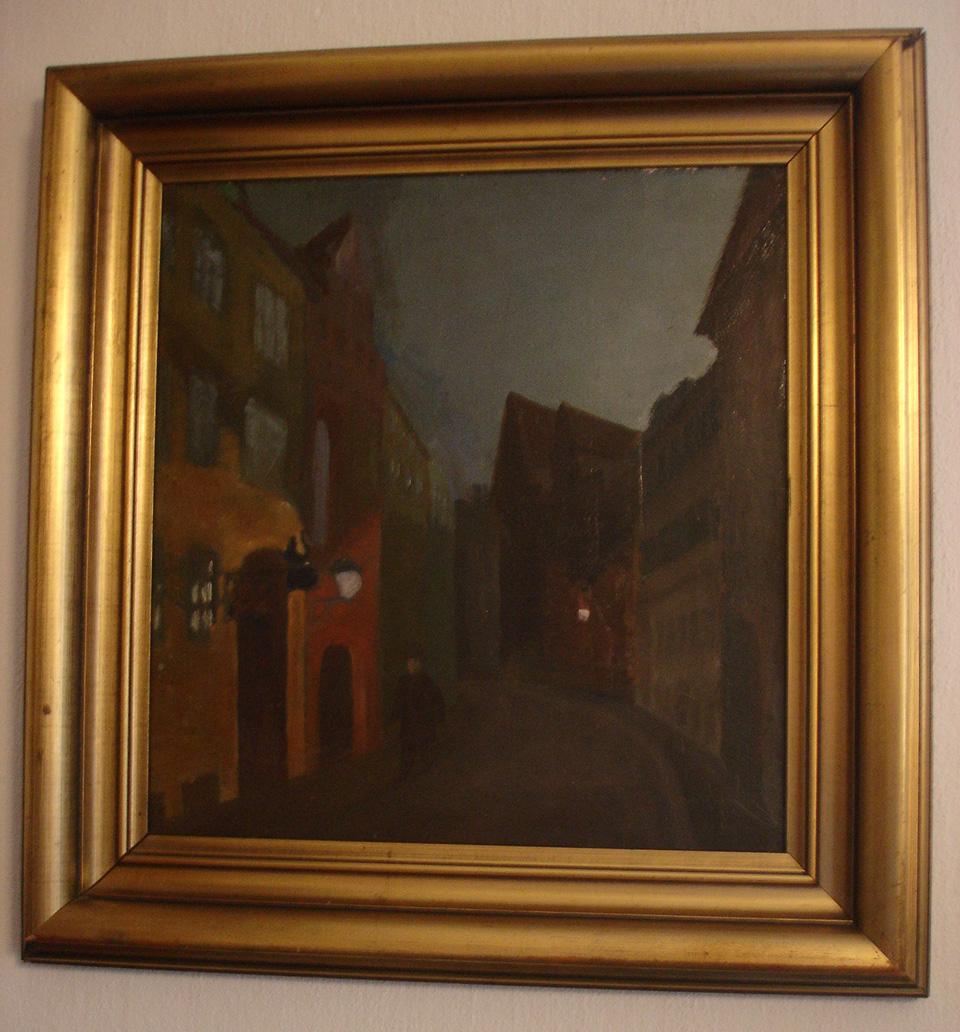
Osignerad ungdomsbild.

Efter målarutbildning försökte Weie flera gånger, utan framgång, komma in på till Kunstakademiet i Köpenhamn, och först 1905, när han var 25 år gammal, blev han antagen till Zahrtmanns skola. Här kom han med i kretsen av kommande modernister som Harald Giersing, Sigurd Swane och Gustaf Wolmar. Elevrelationen med Kristian Zahrtmann avslutades 1907, när han var bland de utvalda som följde läraren till Italien, men återvände hem i förtid på grund av oenighet.
Weie anslöt sig motvilligt till någon rörelse och isolerade sig mer och mer från sina kamrater genom den hänsynslösa kritik, som han förde fram i tidningar och tidskrifter. Han såg majoriteten av samtida dansk konst som i djup kris och saknade värden som går utöver de rent konstnärliga. Även om han insisterade att konstens väsen bör vara ett mänskligt ögonblick, tyckte han att konsten bör förnya sig och vara en fördjupad studie av naturen genom arbete med färgernas musikaliska potential. I den tyska romantiska musiken såg han den bästa inspirationen till en fullständig omvandling av konstens värdegrund.
Under sina sista år hade Weie sällan utställningar, utan arbetade istället intensivt med en skrift där han beskrev sin syn på konsten. Denna uppsats publicerades postumt av hans änka under titeln Poesi og Kultur, 1951.

## Konstnärskap
Efter Italienresan målade Weie, liksom dessförinnan, särskilt utomhusmotiv och interiörer från Christianshavn i Köpenhamn. Stilen var naturalistisk, stilsökande. 1912, 1913, 1915 och 1917−20 målade han i kortare och längre perioder på Christiansø vid Bornholm. 
Weies utforskning av texturen var besläktad med Karl Isaksons, och efter dennes död 1922 sökte Weie att tränga djupare in i förståelsen av färgers uttryck. Under de följande åren målade han många stilleben, ofta av ett par starkt orange apelsiner och ultramarinblå kruka. Liksom Isakson lade Weie stor vikt vid att arbeta med kontrastverkan, som han jämförde med kontrapunkt i musiken. Där hela tonen hos Isakson ofta är mild och sydländsk, är den hos Weie både svalare och mer dramatisk.
Vid sidan av stilleben och landskap började Weie under åren före första världskriget att arbeta på fria, fantasiburna figurkompositioner med mytologisk eller litterär grund och dessa bilder betraktade han själv som sina viktigaste. I dessa försökte han kombinera klassiska teman och en visionär, romantisk form med avseende på renodling av färgerna. En favoritmotiv var folklivet på Langelinie. På ett flertal dukar är anonym, promenerande lokalbefolkning motiv för Weies experiment med former och färgklanger. Viljan att skapa stor figurativ konst på modern basis blev en livslång drivkraft. Han målade version efter version av en handfull utvalda teman, men på grund av en kraftig självkritik levde de sällan upp till hans föreställningar, varför många hamnade i kakelugnen. 
Edvard Weie finns representerad vid bland annat Statens Museum for Kunst, ARoS Aarhus Kunstmuseum, KUNSTEN Museum of Modern Art Aalborg, Bornholms Kunstmuseum, Moderna museet, Göteborgs konstmuseum., Malmö konstmuseum och
Nasjonalmuseet.

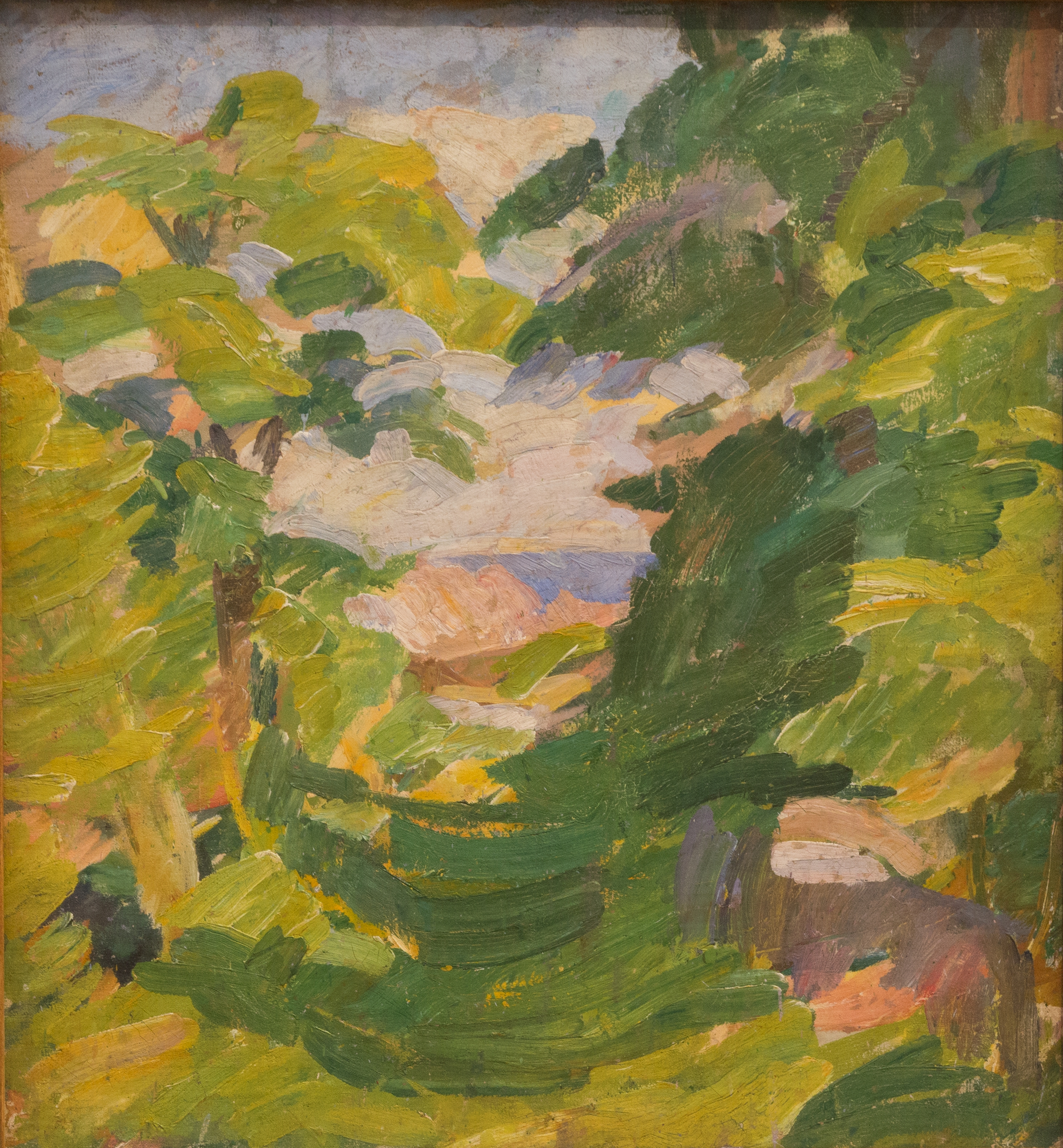
Mindet, Christiansø (1912)
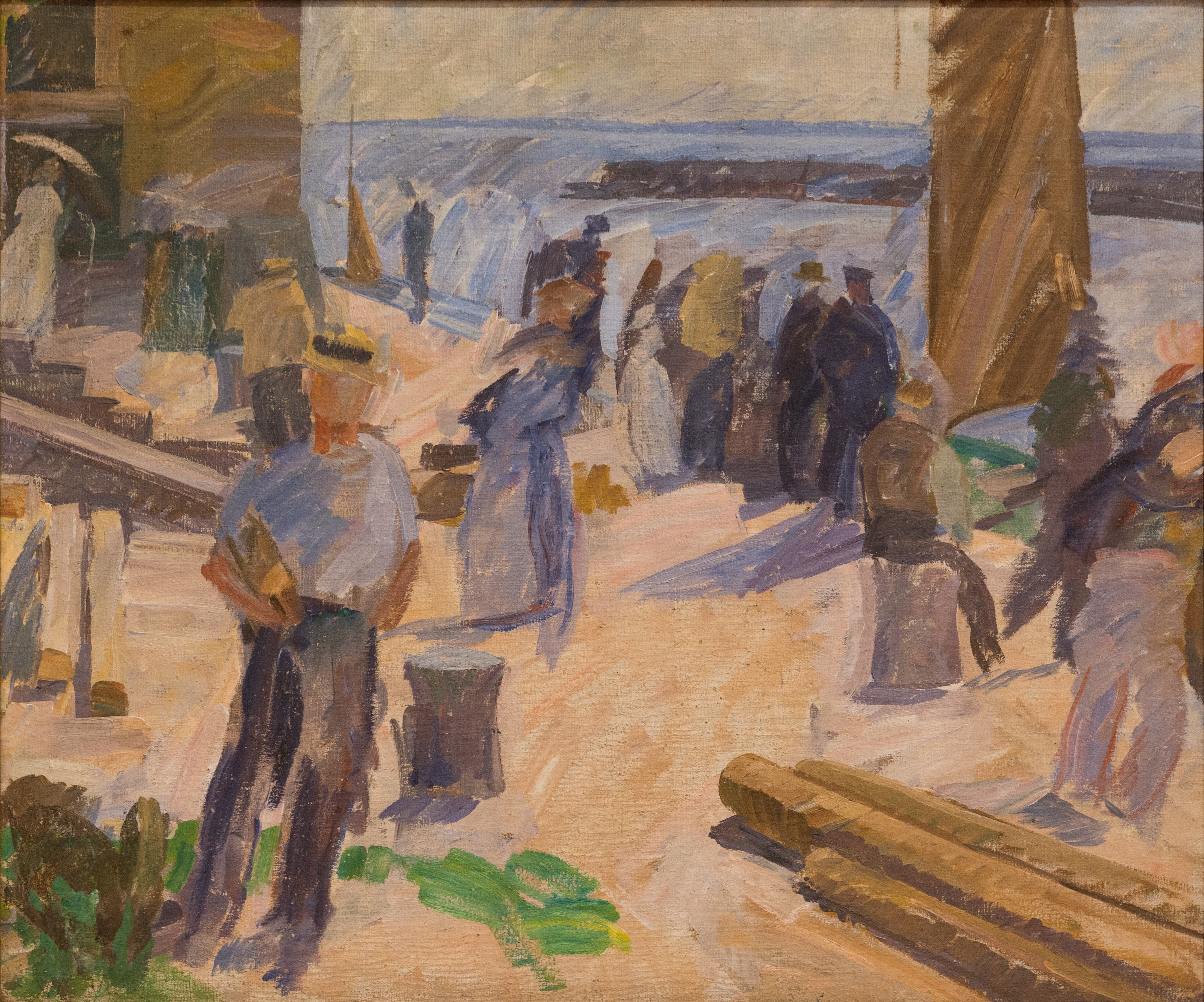
Postbåden kommer, Christiansø (1920)
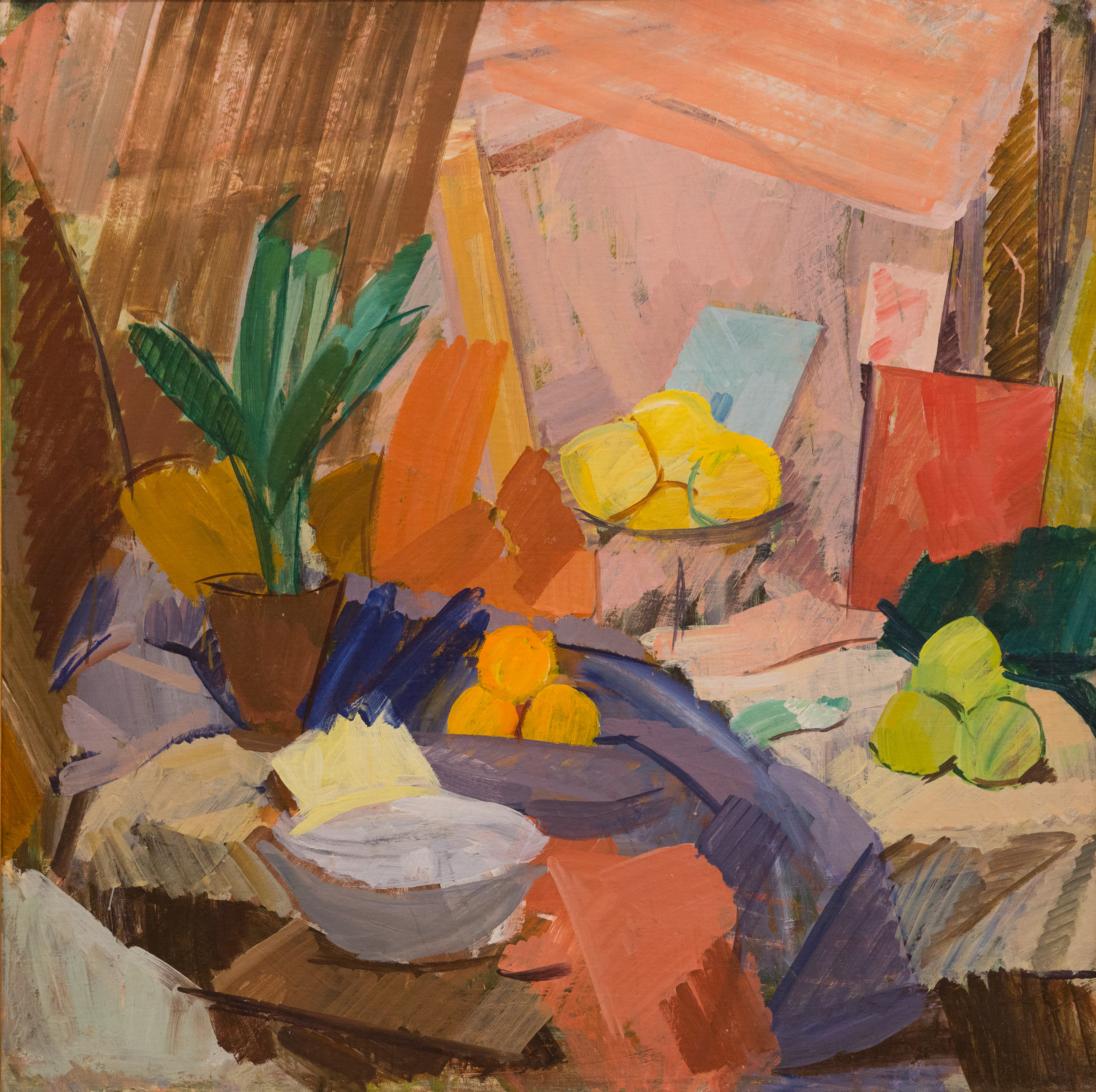
Opstilling med appelsiner (1922)
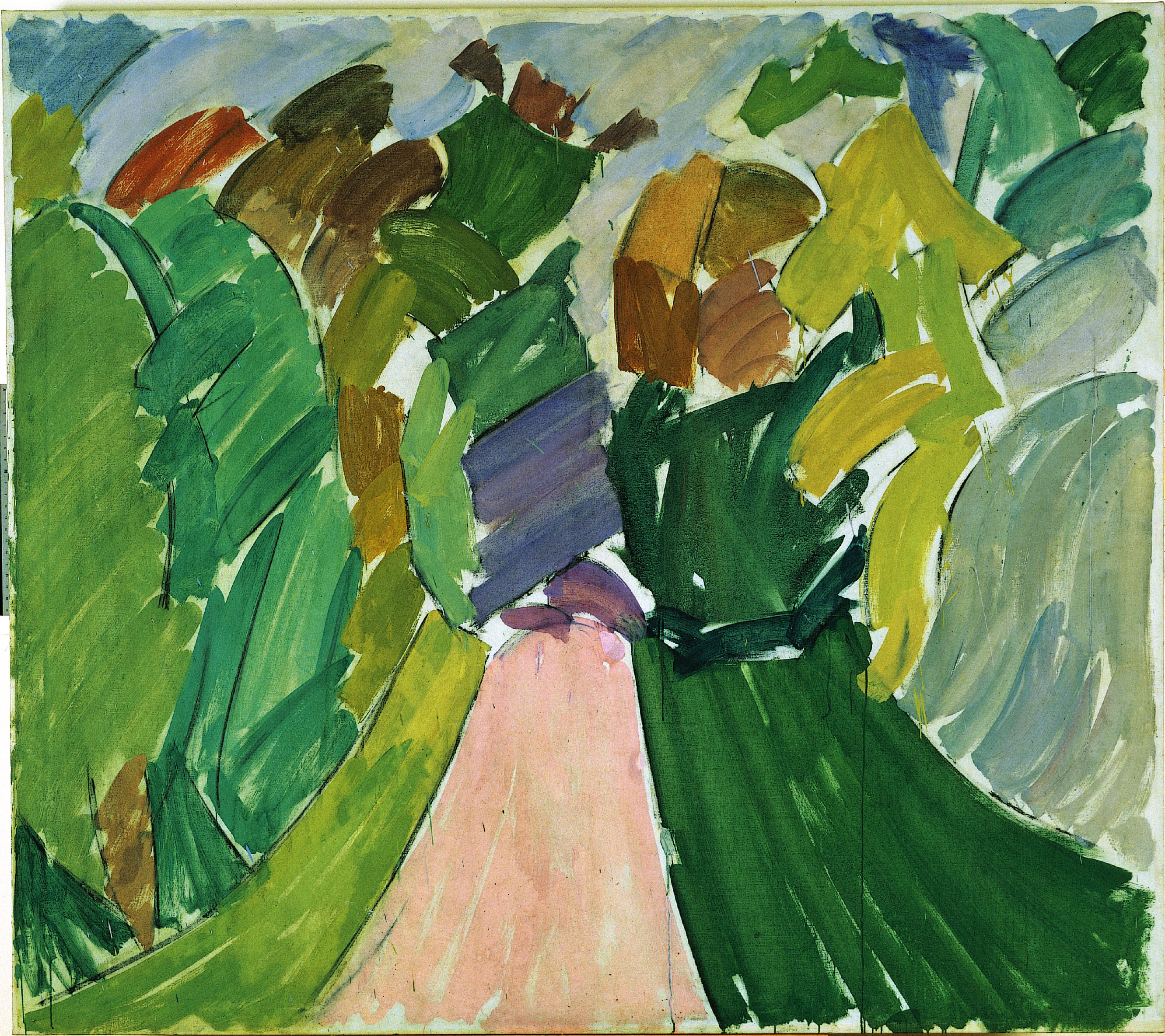
Vej gennem skov (ca 1932)
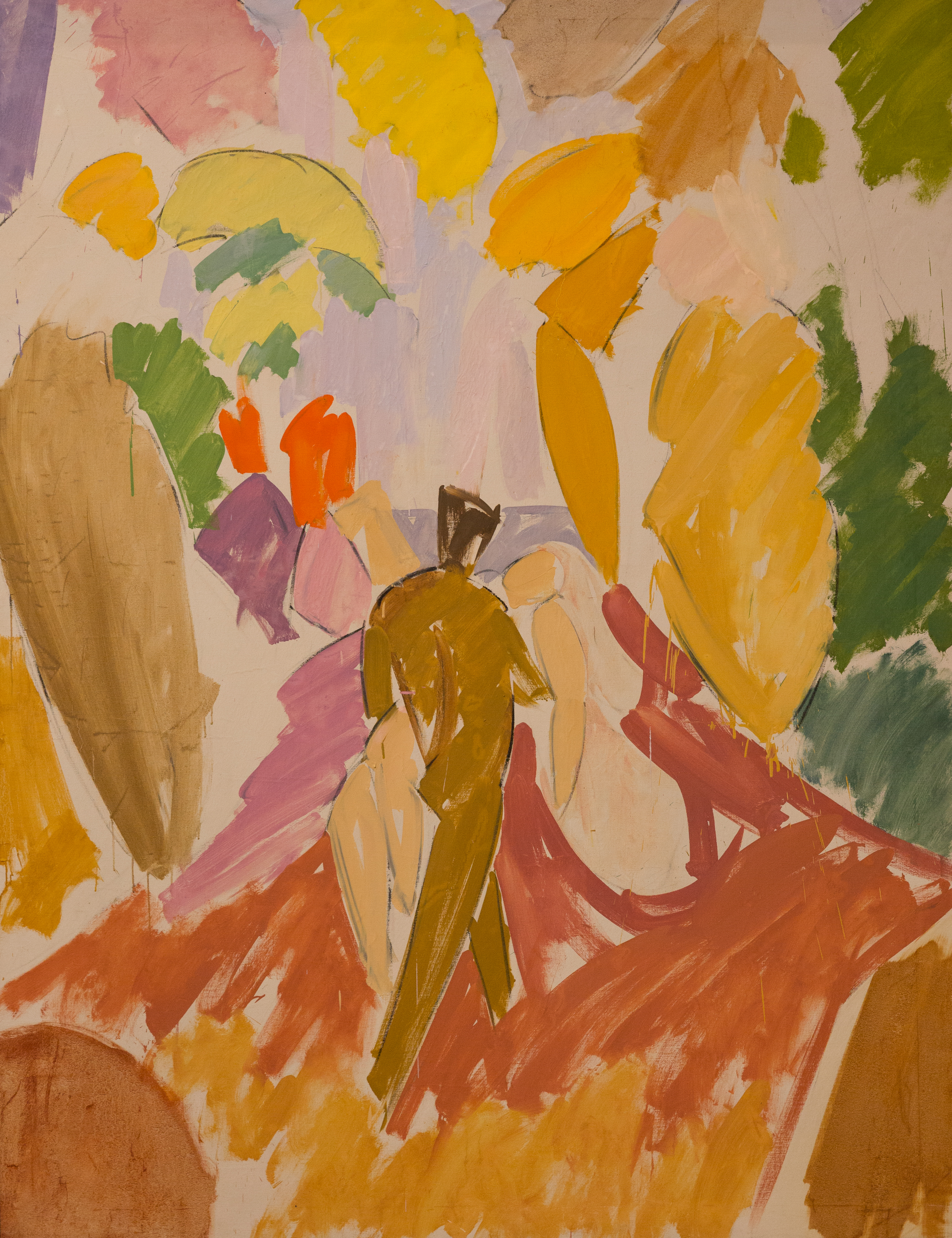
Faun og nymfe (1941)

## Hederbetygelser
- 1909-10 Bielke
- 1911-12, 1914, 1917 och 1919 Akademiet
- 1918 Oluf Hartmann
- 1920 och 1923 Zahrtmann
- 1921 Benny Claudi-Pedersen
- 1923 och 1926 J.R. Lund
- 1925 Eckersbergmedaljen
- 1927 Foltmar
- 1928 Zach. Jacobsen
- 1930 P.A. Schou
- 1931 Anckerska Legatet